# Селфидже Циу
Селфидже Циу (на албански: Selfixhe Ciu, Selfixhe Broja) е първата албанска писателка, издавала литература в Албания. На 28 ноември 1935 г., когато е на 17 години, Селфидже публикува под псевдонима Колумбия стихотворение във вестник „Попули“.

## Живот
Родена в Аргирокастро през 1918 г., Циу се сприятелява с Мусине Кокалари, първата албанска жена, издала роман.
Циу учи във Флоренция, Италия, когато настъпва италианската инвазия в Албания, през 1939 г. След това тя се връща в Албания със съпруга си и заедно двамата отварят книжарница в Шкодра. Циу се присъединява към редиците на Комунистическата партия на Албания, заедно с Дрита Костури и Неджмие Ходжа,  и е една от организаторите на незаконна антифашистка демонстрация на 22 февруари 1942 г. Арестувана е и осъдена на смърт, но по-късно бива освободена.
След Втората световна война, през 1947 г., Циу е вкарана в затвора, след което е заточена от комунистическия режим. Същата година семейството ѝ бивадепортирано два пъти, първо в Курвелеш, а след това в Градище в Лушня. След първото заточение, съпругът ѝ Ксемали, става един от основателите на Народния театър и го ръководи почти две десетилетия.
През 1998 г. Циу публикува своите спомени, както и поезия и други публикации, в книга, озаглавена Tallazet e jetes („Крилете на живота“). Умира през 2003 г. 